# 川口満宏
川口 満宏（かわぐち みつひろ、1967年3月10日 - ）は、東京都を登録地としている競輪選手。日本競輪学校第58期生。

## 来歴
競輪学校の在校競走成績は第5位（58勝）。同校卒業記念レースでは優勝した。
1986年9月6日、熊本競輪場でデビューし初勝利。また、その後2走も勝ち、デビュー場所で完全優勝を果たした。
2005年、唯一のGI決勝進出（2013年3月現在）となった競輪祭で3位と健闘。また、同年の東日本王座決定戦（取手競輪場）でも決勝に進出した（7位）。
2007年4月3日、伊東温泉競輪場で通算300勝を達成。